# Stéphane Lannoy
Stéphane Laurent Lannoy (Bolonha do Mar, 18 de setembro de 1969) é um árbitro de futebol da França.
Comerciante, Lannoy é árbitro internacional FIFA desde 2006. Arbitrou jogos nos Jogos Olímpicos de Verão de 2008, na Liga dos Campeões da UEFA de 2008 até o presente, nas Eliminatórias da Copa do Mundo FIFA de 2010 e eliminatórias da Euro 2008.

## Copa do Mundo de 2010
Selecionado para participar da Copa do Mundo FIFA 2010, juntamente com os assistentes e compatriotas Eric Dansault e Laurent Ugo.
No jogo realizado entre Brasil e Costa do Marfim, o mesmo teve uma atuação considerada controversa, seja por não anular um gol irregular por parte do ataque brasileiro, seja por não punir rigorosamente faltas duras cometidas pela seleção do time africano e até mesmo por conta da expulsão do jogador Kaká ao final do segundo tempo deste jogo.

## Campeonato Europeu de 2012
Em 6 de maio de 2012 a UEFA anunciou que Stéphane Lannoy vai ser o árbitro do primeiro jogo de Portugal no Campeonato Europeu de Futebol de 2012, contra à Alemanha.